# Julia Kahleyß
Julia Kahleyß (* 1978 in Coburg) ist eine deutsche Historikerin und Archivarin.

## Leben
Kahleyß studierte Mittlere und Neuere Geschichte, Historische Hilfswissenschaften/Archivwissenschaften und Erziehungswissenschaft an der Universität Leipzig. Nach dem Magister 2004 war sie Mitarbeiterin am dortigen Lehrstuhl für Sächsische Landesgeschichte. Nach der Promotion 2010 zum Dr. phil. absolvierte sie das Archivarreferendariat (Transferarbeit: Ausstellungen im Kontext des Archivmarketingkonzepts. Eine Untersuchung der Ausstellungen des Hauptstaatsarchivs Stuttgart von 2001 bis 2011) beim Landesarchiv Baden-Württemberg und an der Archivschule Marburg. Sie war wissenschaftliche Archivarin im Unternehmensarchiv der Audi AG. Seit 2013 leitet sie das Stadtarchiv Bremerhaven.
Ihre Forschungsschwerpunkte sind fränkische und sächsische Bildungs- und Stadtgeschichte.
Sie hat einen Lehrauftrag im Bereich Neuere und Neueste Geschichte an der Universität Bremen.
Seit April 2022 ist Kahleyß Vorsitzende des Verbandes der Archivarinnen und Archivare in Niedersachsen und Bremen e.V.

## Schriften (Auswahl)
- Das Schulwesen der Pflege Coburg im 15. und 16. Jahrhundert. Bildungsgeschichtliche Auswirkungen der Reformation. Coburg 2005, ISBN 3-9810350-1-1.
- mit Thomas Lang: Coburger Universitätsbesuche im Mittelalter. Coburg 2009, ISBN 3-9810350-5-4.
- Die Bürger von Zwickau und ihre Kirche. Kirchliche Institutionen und städtische Frömmigkeit im späten Mittelalter. Leipzig 2013, ISBN 978-3-86583-552-9.
- Die Kirchenrechnungen der Zwickauer Kirche St. Marien (1441–1534). Edition und Analyse ausgewählter Rechnungen. Dresden 2016, ISBN 3-945363-42-X.